# Thomas Augustus Watson
Thomas Augustus Watson (Salem, 18 de janeiro de 1854 — São Petersburgo, 13 de dezembro de 1934) foi assistente de Alexander Graham Bell, e colaborou na invenção e desenvolvimento do telefone em 1876. Seu nome foi um dos primeiros a serem ditos na história do telefone.

## Anos iniciais
Thomas Watson nasceu em Salem, Massachusetts, nos Estados Unidos da América. Inicialmente trabalhou como escriturário e até como carpinteiro antes de encontrar um emprego mais em conformidade com o seu espírito inventivo, artífice e maquetista numa oficina de maquinaria em Boston. Foi naquela cidade, em 1874, que conheceu Graham Bell, na ocasião a leccionar na Universidade local, e que o contratou para seu assistente pessoal.

## Assistente de Bell
Watson foi recomendado a Bell como assistente, iniciando uma colaboração que se estendeu por vários anos. Na ocasião, Bell começara a desenvolver o que designou de "telégrafo harmónico" ou "múltiplo", um mecanismo capaz de receber varias mensagens telegráficas ao mesmo tempo. Já com a colaboração de Watson, começaram a tentar desenvolver outra ideia de Bell, um aparelho capaz de transmitir fala por meio da electricidade. A ideia base de Bell era ligar um diapasão a um electroíman. A força da corrente induzida pelo electroíman dependia do tom do diapasão em vibração. Esta corrente poderia então percorrer um fio até um segundo electroíman e produzir num outro diapasão a mesma nota emitida pelo primeiro. Bell esperava que diversos diapasões em diferentes frequências pudessem ser usados para enviar mensagens diferentes ao mesmo tempo.
O sucesso chegou em Junho de 1875, quando Watson estava numa divisão e Bell noutra. Os diapasões haviam agora sido substituídos por palhetas vibratórias. Uma das palhetas deixara de vibrar e Watson deu-lhe uma pequena pancada. Numa sala distante, Bell escutou um ruído seco e forte, verificando-se que houvera transmissão de som.
A 14 de Fevereiro de 1876, Bell apresentou o pedido de registo uma patente para o telefone no Serviço de Patentes de Estados Unidos, o que lhe daria o direito de ser a única pessoa a produzir e vender a sua invenção durante determinado tempo. Algumas horas depois, um rival seu, Elisha Gray (1835-1901), apresentou outro pedido de patente para um telefone. Tal conduziria à primeira de muitas contestações a que a patente de Bell se viu sujeita.
As anotações no caderno de apontamentos de Bell, referentes ao dia 10 de Março de 1876, descreve os acontecimentos desse dia quando Watson ficou numa das salas com o "instrumento receptor" e Bell se posicionou noutra sala ao lado do "instrumento transmissor". Ao que parece, ao prepara-se para efectuar testes nos aparelhos, Bell entornou acidentalmente algum ácido e gritou para o transmissor:
"Senhor Watson, venha aqui, preciso de você!"
Bell escreve em seguida:
"Para a minha alegria, ele veio e declarou que ouvira e entendera o que eu dissera. Trocámos então de lugares. [...] A frase: 'Sr. Bell, entende o que estou a dizer? Com-pre-en-de o que di-go?', chegou-me de forma muito clara."
Assim, tudo indica que Watson teve a honra de ser a primeira pessoa cujo nome foi proferido ao telefone, numa chamada de pedido de ajuda cuja frase se tornou histórica.

## Empresário de sucesso
Aos 27 anos de idade, após o trabalho despendido no desenvolvimento do telefone, Watson recebeu 10 por cento de participação nos lucros da empresa original de Bell. Depois de deixar Bell, em 1881, Watson passou umas longas férias na Europa e casou-se, Posteriormente, dedicou-se a vários negócios. Tentou a agricultura durante algum tempo, antes de se estabelecer como construtor naval na década de 1890. De 1896 a 1904, a empresa de Watson, a Fore River Ship and Engine Company, sediada em Quincy, no Massachusetts, construiu vários tipos de barcos, incluindo couraçados e escunas. Por volta de 1901, a sua empresa naval era um dos maiores estaleiros dos Estados Unidos. A empresa voltou novamente a atingir um pico de produção extraordinário ao ser adquirida, anos mais tarde durante a Segunda Guerra Mundial, pelo grupo siderúrgico Bethlehem Steel Corporation. Em 1904 mudou novamente de actividade e, junto com a sua esposa, inscreveu-se no curso de Geologia e Paleontologia do Instituto de Tecnologia de Massachusetts, que durou três anos. Passou algum tempo, sem sucesso, a explorar a Califórnia e o Alasca em busca de algo de valor para extrair. Ainda assim, esta sua actividade resultou em que um fóssil de um gastrópode fosse designado em sua honra.
Por fim, em 1910, com mais de 50 anos, Watson deu mais uma reviravolta abrupta na sua vida, tornando-se actor. Ao serviço da companhia de teatro Frank R. Berenson's Company of Shakespeare Players, desempenhou papéis em peças de Shakespeare em Inglaterra. Com o tempo formou a sua própria companhia de actores e escreveu as suas próprias peças bem como adaptações ao teatro de livros de Charles Dickens, nomeadamente Nicholas Nickleby, Oliver Twist e A Tale of Two Cities (Um conto de duas cidades). Em 1912 regressou aos Estados Unidos, a Braintree, Massachusetts, onde viveu até à sua morte.
Em 25 de janeiro de 1915, Watson voltou a fazer parte da história das telecomunicações ao estar no número 333 da Grant Avenue em São Francisco a fim de receber a primeira chamada transcontinental, originada por Bell a partir do Telephone Building no número 15 da Day Street em Nova Iorque. O então Presidente dos Estados Unidos, Woodrow Wilson e os Presidentes da Câmara ou Prefeitos das duas cidades também participaram neste telefonema histórico.
Passou o resto da vida no teatro amador, escrevendo a sua autobiografia, intitulada Exploring Life: The Autobiography of Thomas A. Watson (Explorando a Vida: A Autobiografia de Thomas A. Watson), publicada em 1926, e dando entrevistas sobre o tempo que passara com Bell.
Watson faleceu em 1934, na sua casa de Inverno em Pass-A-Grille, Florida. A sua sepultura, voltada para os Estaleiros Navais de Fore River, encontra-se no North Weymouth Cemetery, em Weymouth, Massachusetts.